# Кордельєра
Кордельєра - термін у геральдиці для позначення переплетених шнурів, які зовні прикрашають герби неодружених жінок та вдів, а також зав'язуються для одружених жінок.
Шляхтанки носять їх у сріблі, королівські принцеси мають поєднання із золота та синього кольору.
Кажуть, що кордельєра була встановлена королевою Бретані Анною на честь святого Франциска, якого звали іменем самого батька королеви.

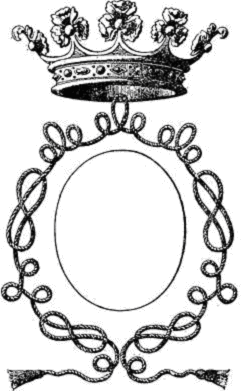
Кордельєра, що оточує овальний щит
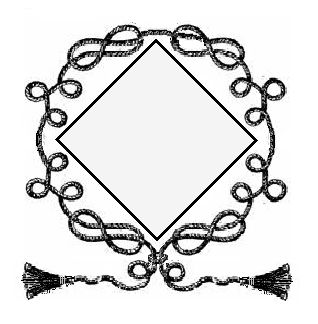
Кордельєра, що оточує ромбічний щит
Золота кордельєра синьогоу щиті

## Інші проєкти
- Wikizionario [Архівовано 31 січня 2021 у Wayback Machine.] contiene il lemma di dizionario «cordelliera»